# Luis Ernesto Pérez (ur. 1989)
Luis Ernesto Pérez Martínez (ur. 15 marca 1989 w Moctezuma) – meksykański piłkarz występujący na pozycji defensywnego pomocnika.